# Stigmatogobius pleurostigma
Stigmatogobius pleurostigma är en fiskart som först beskrevs av Bleeker, 1849.  Stigmatogobius pleurostigma ingår i släktet Stigmatogobius och familjen smörbultsfiskar. Inga underarter finns listade i Catalogue of Life.